# Майкі-Дуже
Майкі-Дуже (пол. Majki Duże) — село в Польщі, у гміні Завідз Серпецького повіту Мазовецького воєводства.
Населення — 80 осіб (2011).
У 1975-1998 роках село належало до Плоцького воєводства.

## Демографія
Демографічна структура станом на 31 березня 2011 року:
|          | Загалом | Допрацездатний вік | Працездатний вік | Постпрацездатний вік |
| -------- | ------- | ------------------ | ---------------- | -------------------- |
| Чоловіки | 41      | 16                 | 22               | 3                    |
| Жінки    | 39      | 10                 | 21               | 8                    |
| Разом    | 80      | 26                 | 43               | 11                   |